# 益子浩二
益子 浩二（ましこ こうじ、1960年〈昭和35年〉7月 - ）は、日本の内閣府認証NPO法人全国結婚支援機構認定結婚相談士、結婚カウンセラー、
一般社団法人日本販売士協会の販売士養成講習会等登録講師。宇都宮結婚相談所代表。

## 人物
岩手県大船渡市生まれ。3人兄弟の次男。
自動車会社の営業からスタートし、中学校の社会科の教師、中堅コンビニチェーンam/pmを経て、45歳でサラリーマンをリタイアする。
四国お遍路、秩父巡礼、ピースボートで地球一周後、宇都宮結婚相談所を開業。

## 著書
- 益子浩二・佐藤真一『販売士資格取得マニュアル』（2007年）株式会社大和出版、ISBN 978-4804740171

## 資格
- 2011年　カウンセラー （日本仲人学院）
- 2011年　結婚カウンセラー （一般社団法人結婚サポート協会認定）
- 2011年　執筆アドバイザー （日本執筆診断協会）
- 2012年　結婚相談士 （内閣府認証NPO法人全国結婚支援機構認定）
- 2013年　ピア・カウンセラー （特定非営利活動法人セニア・サービスセンター）
- 2013年　実践ファシリテーター （宇都宮大学）

- 2010年　日本ブライダル連盟会員
- 2012年　特定非営利法人ライフプランニング会員
- 2014年　特定非営利活動法人植物工場技術・起業研究会準備室　理事